# Hufajr at-Tahta
Hufajr at-Tahta (arab. حفير التحتا) – miasto w Syrii, w muhafazie Damaszek. W 2004 roku liczyło 3688 mieszkańców.